# Vícenásobný přístup s ortogonálním frekvenčním dělením
Vícenásobný přístup s ortogonálním frekvenčním dělením (anglicky Orthogonal frequency-division multiple access, OFDMA) je víceuživatelská verze oblíbeného schématu digitální modulace OFDM. Vícenásobný přístup OFDMA dosahuje přiřazením podmnožiny subnosných jednotlivým uživatelům. To umožňuje současný přenos dat od několika uživatelů nízkou přenosovou rychlostí. MIMO ve Wi-Fi standardech IEEE 802.11 neřeší duplexní komunikaci – zachovává poloduplexní systém komunikace.

## Porovnání
OFDMA se často přirovnává ke kombinaci OFDM s multiplexováním se statistickým časovým dělením. O výhodách a nevýhodách shrnutých níže se dále diskutuje v části Charakteristiky a principy fungování. Viz také seznam klíčových vlastností OFDM.

### Výhody
- Umožňuje současný přenos dat od několika uživatelů nízkou přenosovou rychlostí.
- Je možné se vyhnout použití pulzující nosné.
- Dovoluje uživatelům s nízkou přenosovou rychlostí používat nižší maximální přenosový výkon.
- Kratší a konstantní zpoždění.
- Vyhýbání se kolizím při soupeření ve vícenásobném přístupu je zjednodušené.
- Další vylepšení robustnosti OFDM vůči úniku a interferenci.
- Lze zabránit interferencím v úzkém pásmu.

- Flexibilita nasazení v různých kmitočtových pásmech pouze s malou úpravou rádiového rozhraní.[1]
- Průměrování rušení ze sousedních buněk pomocí odlišné permutace základní nosné mezi uživateli v různých buňkách.
- Rušení uvnitř buňky je průměrováno díky přidělování s cyklickou permutací.
- V místech, kde jsou problémy s pokrytím, lze použít jednofrekvenční síť, která dává výtečný pokrytí.
- Nabízí frekvenční rozmanitost rozložením nosných kdekoli v používaném spektru.
- Umožňuje nastavení výkonu podle kanálu nebo subkanálu.

### Nevýhody
- Vyšší citlivost na posuny frekvencí a fázový šum.[1]
- Asynchronní datové komunikační služby jako je přístup k webu se vyznačují krátkými komunikačními dávkami s vysokou přenosovou rychlostí. Jen málo uživatelů v buňce základnové stanice přenáší současně data nízkou konstantní přenosovou rychlostí.
- Vyžaduje složitou elektroniku, včetně realizace algoritmu FFT a dopředné opravy chyb, která musí být trvale aktivní, takže spotřebovává energii bez ohledu na přenosovou rychlost, zatímco OFDM kombinované s plánováním datových paketů může umožňovat chvilková vypínání části realizující algoritmus FFT.
- Diverzitní zisk a odolnost proti frekvenčně selektivnímu úniku OFDM může být částečně ztracena, pokud je každému uživateli přiděleno velmi málo subnosných, a pokud se stejná nosná používá v každém OFDM symbolu. Adaptivní přidělování subnosných využívající rychlou zpětnovazební informaci o kanálu nebo přepínání frekvencí subnosných je proto žádoucí.
- Omezování kanálového rušení z blízkých buněk je v OFDM složitější než v kódovém multiplexu. Vyžaduje dynamické přidělování kanálů s pokročilou koordinací mezi sousedními základnovými stanicemi.
- Rychlá kanálová zpětná vazba a adaptivní přidělování subnosných je složitější než rychlé řízení výkonu u CDMA.

## Charakteristiky a principy fungování
Podle zpětné informace o podmínkách v kanále lze dosáhnout adaptivního přidělení subnosných uživatelům. Pokud se přidělování provádí dostatečně rychle, dále vylepšuje robustnost OFDM proti rychlému úniku a úzkopásmové interferenci mezi kanály, a umožňuje dosáhnout ještě lepší systémové spektrální efektivity.
Různým uživatelům lze přiřadit různý počet subnosných podle požadované Quality of Service (QoS), pro řízení přenosové rychlosti a pravděpodobnosti chyb individuálně pro jednotlivé uživatele.
OFDMA lze chápat jako alternativu ke komunikaci, která kombinuje OFDM s TDMA nebo se statistickým multiplexováním v časové doméně. Uživatelé s nízkou přenosovou rychlostí mohou posílat spojitý tok nízkým přenosovým výkonem místo použití „pulzující“ nosné s vysokým výkonem. Lze dosáhnout konstantního a kratšího zpoždění.
OFDMA je možné také chápat jako vícenásobný přístup ve frekvenční i časové doméně, kde prostředky jsou rozdělovány v časově frekvenčním prostoru, a sloty jsou přidělovány podle indexu OFDM symbolu, i indexu OFDM subnosné.
OFDMA je považováno za velmi vhodné pro širokopásmové bezdrátové sítě díky výhodám, k nimž patří škálovatelnost, schopnost použití více antén (Multiple-input multiple-output) i schopnost využívat výhod selektivity kanálových frekvencí.
U kognitivního rádia se sledováním spektra je OFDMA možným přístupem k adaptivnímu zaplňování volných vysokofrekvenčních pásem. Timo A. Weiss a Friedrich K. Jondral z Univerzity v Karlsruhe navrhli systém sdíleného používání rádiového spektra, v němž jakmile uzly odhalí volná pásma, okamžitě je zaplňují OFDMA subpásmy.

## Použití
OFDMA se používá:
- v režimu mobility bezdrátového MAN standardu IEEE 802.16 obvykle označovaného WiMAX,
- ve WLAN standardu Wi-Fi 6 (IEEE 802.11ax),
- v mobilním bezdrátovém standardu metropolitních sítí IEEE 802.20, obvykle označovaném MBWA,
- v MoCA 2.0,
- pro downlink 3GPP mobilního širokopásmového standardu čtvrté generace Long Term Evolution (LTE); rádiové rozhraní bylo dříve pojmenované High Spped OFDM Packet Access (HSOPA), nyní E-UTRA (E-UTRA),
- pro downlink a uplink v 3GPP 5G NR (5G New Radio) standardu mobilní sítě páté generace. 5G NR je následníkem LTE.
- v Qualcomm Mobile OFDM
- v opuštěném projektu firmy Qualcomm s 3GPP2 Ultra Mobile Broadband (UMB), který měl být následníkem CDMA2000, ale pak byla dána přednost LTE.

OFDMA je také kandidátem na přístupovou metodu pro IEEE 802.22 Bezdrátové regionální sítě (anglicky Wireless Regional Area Networks, WRAN), což je technologie kognitivního rádia, která využívá nepoužité frekvence v frekvenčním spektru televize (TV), a navrhované přístupové metody pro specifikaci DECT-5G, která se snaží splnit požadavky IMT-2020 na aplikace mobilního broadbandu s vysokou propustností (anglicky high-throughput mobile broadband, eMMB) a ultra reliable low latency (URLLC).

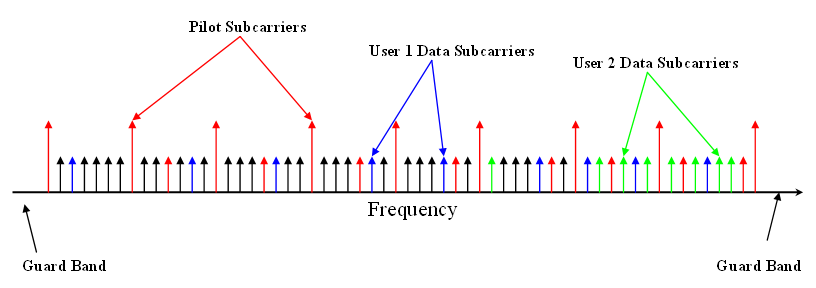
OFDMA subnosné